# Джек Кеворкян
Джек Кеворкя́н (англ. Jack Kevorkian; 26 травня 1928, Понтіак, Мічиган — 3 червня 2011) — американський лікар, патологоанатом, прихильник «права на смерть». Завдяки популяризації евтаназії його прозвали «Доктор смерть». За власним визнанням допоміг скінчити життя самогубством більш як 130 тяжко хворим пацієнтам. У 1999 р. був засуджений за вбивство до 25 років тюрми. 1 червня 2007 р. достроково звільнився після 8 років ув'язнення, мав намір піти в політику. Помер у 2011 році.

## Біографія

### Ранні роки життя та лікарська практика
Народився у американській вірменській родині у м. Понтіак, штату Мічиган. Після закінчення з відзнакою середньої школи у 1945 р. поступив на медичний факультет Мічиганського університету. По закінченні університету у 1952 р. працював довгий час лікарем у Детройті, потім патологоанатомом у лікарнях Каліфорнії та Мічигана. У 1980-их почав цікавитися питанням евтаназії, написав низку статей про етичні питання гуманного кінця життя, евтаназії. Дійшов висновку, що евтаназія, або добровільний кінець життя страждаючих та невиліковно хворих пацієнтів був гуманним актом милосердя. У 1987 р. розповсюджував оголошення в газетах Детройту з рекламою консультації лікаря з питань гуманного кінця життя.

### Популяризація евтаназії
У 1989 р. побудував свій власний пристрій, т. зв. машину самогубства — Mercitron (від англ. mercy — милосердя), за допомогою якої невиліковно хворі та страждаючі пацієнти могли самі скінчити життя самогубством. Пристрій дозволяв подачу медичних препаратів у кров, які зупиняли серце і таким чином припиняли страждання хворого. 4 червня 1990 р. перший пацієнт хворий на хворобу Альцгаймера покінчив життя за допомогою пристрою лікаря Кеворкяна. Ідеї і практика евтаназії отримали неабиякий розголос у американському суспільстві. У 1991 р. штат Мічиган відібрав у нього ліцензію на право медичної практики і заборонив працювати лікарем. Незважаючи на заборону, продовжував допомагати тяжко хворим пацієнтам скінчити життя, вже не як лікар, а як приватна особа.
За свою діяльність проти нього декілька разів порушували кримінальні справи, але щоразу його виправдовували. Завдяки популярності його послуг серед хворих та деякої підтримки серед загалу населення ідей евтаназії, у американському суспільстві почався діалог щодо доцільності та правових наслідків добровільного скінчення життя. 23 листопада 1998 р. у прямому ефірі телебачення Кеворкян запропонував відеоплівку від 17 вересня того ж року, яка демонструвала добровільне скінчення життя одним з тяжко хворих пацієнтів. На плівці Кеворкян сам зробив ін'єкцію смертельних препаратів хворому, який сам вже був нездатний це зробити і підтвердив своє бажання вмерти. Відеозапис і дії Кеворкяна були розцінені як навмисне вбивство і проти нього була порушена чергова кримінальна справа.

### Засудження та звільнення
Цього разу звинувачення проти лікаря Кеворкяна були досить серйозними, оскільки у прямому ефірі телебачення він документально підтвердив, що сам скінчив життя тяжко хворому пацієнтові. У ході судового процесу лікар стверджував, що хворий страждав на бічний аміотрофічний склероз і на останніх стадіях хвороби був вже нездатний сам скінчити життя. За його словами він допоміг тяжко хворій людині скінчити життя із міркувань гуманності та милосердя. Попри це, суд визнав його винним у навмисному вбивстві і засудив до 25 років ув'язнення. Після декількох невдалих апеляцій він відбув 8 років ув'язнення, перед тим як губернатор штату Мічиган помилував його в зв'язку із поганим станом здоров'я та похилим віком та звільнив з тюрми 1 червня 2007 р. Умовами звільнення була заборона допомагати у самогубствах і Кеворкян більше не допомагав хворим. У 2008 р. він балотувався на посаду сенатора Конгресу США від штату Мічиган, як незалежний кандидат, але зазнав поразки. У 2011 році помер від ниркової недостатність на тлі раку печінки.